# Win.ini
WIN.INI – plik inicjalizacyjny używany we wcześniejszych wersjach systemu Microsoft Windows (Windows 1.x, 2.x, 3.x, NT 3.x) do przechowywania informacji konfiguracyjnych systemu (np. czcionki, wygaszacz ekranu, wygląd okien). W systemach Windows 9x niektóre ustawienia zawarte w Win.ini były jeszcze respektowane, ale plik zaczął być zastępowany rejestrem systemu Windows. W systemach Windows NT 4.0, Windows 2000, Windows XP, Windows Server 2003, Windows Vista, Windows Server 2008 i Windows 7 plik Win.ini jest obecny, ale nie ma żadnego wpływu na funkcjonowanie systemu. Służy on tylko do zapewnienia zgodności z aplikacjami 16-bitowymi (tylko wersje 32-bitowe tych systemów) i najstarszymi aplikacjami 32-bitowymi. Po świeżej instalacji systemu Windows XP i nowszych plik Win.ini jest pusty.
Ponadto w systemach Windows 1.x i Windows 2.x aplikacje zapisywały swoje dane konfiguracyjne w pliku Win.ini. Począwszy od Windows 3.x aplikacje zaczęły zapisywać takie dane w swoich własnych plikach INI i coraz rzadziej zapisywały je do Win.ini.